# Juan José Sagarduy
Juan José Sagarduy  (né le 14 juin 1941 à Zarátamo et mort le 4 octobre 2010 à Galdácano,) est un coureur cycliste espagnol. Il a notamment remporté le Grand Prix de la Bicicleta Eibarresa en 1963.

## Palmarès
- 1961
  - GP Ayutamiento de Bilbao
  - 2e de la Subida a Urkiola
- 1962
  - Subida a La Reineta
  - 2e de la Subida a Urkiola
- 1963
  - 8e étape du Tour d'Andalousie
  - Subida a Arrate
  - GP Pascuas
  - Trofeo del Sprint
  - Grand Prix de la Bicicleta Eibarresa :
    - Classement général
    - 5e étape

  - 1re étape du Circuito Montañés
  - Subida a La Reineta
- 1964
  - GP Llodio
  - Trofeo del Sprint
  - 6e et 7e étapes du Tour de l'Avenir
  - 2e de la Subida a Urkiola
  - 2e de la Subida a La Reineta
- 1965
  - 3ea étape du Tour de Majorque
  - 2e du GP Llodio
  - 2e de la Subida a Urkiola
  - 3e de la Trofeo Jaumendreu
- 1966
  - GP Pascuas
  - 1re étape du Grand Prix de la Bicicleta Eibarresa
  - 7e étape du Tour du Levant
  - 3e de la Subida a Arrate

## Résultats sur les grands tours

### Tour de France
1 participation
- 1965 : 46e

### Tour d'Espagne
1 participation
- 1968 : 41e